# Paul Bladt
Paul Bladt, né le 1er juin 1931 à Metz (Moselle) et mort le 8 mai 2022 à Saint-Avold (Moselle), est un ouvrier, syndicaliste et homme politique français.

## Biographie
Apprenti ajusteur, Paul Bladt découvre la JOC et s'y engage dès l'âge de 17 ans, au point d'en devenir le président départemental pour la Moselle en 1951, puis permanent à partir de 1954.
Ayant quitté la JOC en 1957, il est embauché comme ajusteur aux houillères de Lorraine. Militant alors à la CFTC, il en devient permanent à mi-temps en 1963. 
Lors de la transformation de la CFTC en CFDT, en 1964, il doit reconstruire quasi-intégralement son syndicat au niveau local, la grande majorité des militants ayant décidé de continuer dans la CFTC « maintenue ». Il devient rapidement secrétaire général du syndicat cédétiste des mineurs de Lorraine.
Membre du bureau national de la fédération CFDT des mines en 1965, il s'oriente à partir des années 1970 vers l'action politique.
Membre du Parti socialiste en 1972, il est élu maire de Cocheren en 1977, puis constamment réélu jusqu'à sa démission en 1997. Il est sollicité pour être candidat aux législatives en 1978, mais décline la proposition.
En 1981, en revanche, il profite de la « vague rose » qui suit l'élection de François Mitterrand et fait son entrée à l'Assemblée nationale. En 1986, cependant, il ne sollicite pas le renouvellement de son mandat.
Élu conseiller général de Moselle en 1988, il s'éloigne ensuite de la vie politique et publique.
En 2008, Paul Bladt se retire à Cocheren dans la cité Belle-Roche, pour y vivre sa retraite. 
Il décède en mai 2022.

## Détail des fonctions et des mandats
Mandats locaux
- 20 mars 1977 - 15 mars 1997 : maire de Cocheren

- 2 octobre 1988 - 16 mars 2008 : conseiller général de la Moselle pour le canton de Behren-lès-Forbach

Mandat parlementaire
- 21 juin 1981 - 1er avril 1986 : député de la 6e circonscription de la Moselle